# Аньелли, Гульельмо
Гульельмо Аньелли, также известный как фра Гульельмо (итал. Guglielmo Agnelli; 1238, Пиза, Тоскана — 1313, Пиза, Тоскана) — итальянский скульптор и архитектор. Член доминиканского ордена.

## Биография
Гульельмо Аньелли родился в Пизе в 1238 году. Учился у Николы Пизано. В 1257 году вступил в доминиканский орден в Пизе.
Самой известной его работой считается серия мраморных рельефов, созданная совместно с его учителем Пизано и Арнольфо ди Камбио для знаменитой базилики Сан-Доменико в Болонье.
Критики приписывают ему работу над кафедрой церкви Сан-Джованни-Фуорчивитас в Пистойе, на которой было написано имя Гульельмо и дата создания, 1270 год, в мозаичной надписи, утраченной при переносе кафедры в 1778 году.
В 1293 году Аньелли работал в соборе Орвието.
В 1304 году он вернулся в свой родной город, Пизу, для выполнения некоторых работ по скульптуре и архитектуре, где работал над фасадом церкви Сан Микеле-ин-Борго, создавая исторические барельефы.